# REMIOROMEN SPECIAL LIVE at SAITAMA SUPER ARENA 6th MAY, 2009
《REMIOROMEN SPECIAL LIVE at SAITAMA SUPER ARENA 6th MAY, 2009》是Remioromen的第4張DVD。2009年11月25日發行。

## 概要
- 初回限定版特典
  - Digipak包裝
  - B3大小的海報

- Remioromen首張2枚組DVD。收錄曲為2009年1月至4月底進行以「風的濃度」專輯為基底的巡迴演唱會。

- 單曲「愛情的預感」同時發售。
  - 與「愛情的預感」的連動特典申請序號封入。集一個序號可以換原創待機畫面Flash，集二個換Remioromen的賀年卡(明信片式)。

- 這次演唱會首次公開演唱「Starting Over」。

## 收錄曲目

### Disc 1
1. リズム
2. ランデブータンデム
3. 1-2 Love Forever
4. 雨上がり
5. 太陽の下
6. Wonderful & Beautiful
7. 紙ふぶき
8. 電話
9. 粉雪
10. 青春の光
11. モラトリアム
12. 五月雨
13. アイランド
14. 星取り
15. もっと遠くへ
16. 南風
17. スタンドバイミー
18. 明日に架かる橋
19. 翼
20. 透明
21. 夢の蕾

### Disc 2
Encore
1. ビールとプリン
2. 朝顔
3. Starting Over
4. Sakura
5. 3月9日